# Phanoperla nuwara
Phanoperla nuwara és una espècie d'insecte plecòpter pertanyent a la família dels pèrlids que es troba a Àsia.